# Terellia serratulae
Terellia serratulae är en tvåvingeart som först beskrevs av Carl von Linné 1758.  Terellia serratulae ingår i släktet Terellia och familjen borrflugor. Arten är reproducerande i Sverige. Inga underarter finns listade i Catalogue of Life.